# Boucan-Carré
Boucan-Carré (Haitianisch-Kreolisch: Boukan Kare) ist eine Gemeinde im Département Centre von Haiti.

## Geschichte
Erste Siedlungen im Raum Boucan-Carré gehen auf das 18. Jahrhundert zurück.
Zunächst Chambeau genannt, wurde der Ort unter seiner heutigen Bezeichnung im Jahr 1948 gegründet, blieb jedoch zunächst ein Teil (11. Gemeindebezirk) von Mirebalais.
Im Jahr 1985 erhielt Boucan-Carré den Status einer eigenständigen Gemeinde.

## Lage und Beschreibung
Neben dem Stadtzentrum Ville de Boucan-Carré und dem Quartier de Duffailly bestehen drei Gemeindebezirke:
1. Petite-Montagne mit Belle Epée, Bouli, Ca Dafirme, Caille Jour, Dual, Eau Confrée, Fond d'enfer, Fond-la Borde, Fond-la Porte, Grand-Ravine, Gros-Cabrit, Grosse-Source, Jacot, Léyan, Nan Chambeau, Nan Chipain, Pengol, Pivereau, Saint-Louis, Tourmain und Zaboca,
2. Boucan Carré (Landkreis) mit Au Pig, Bajaux, Beau Père, Belbède, Bellevue, Benaco, Blanc, Bodian, Ca Choutte, Carrefour Gros Zerbe, Chambal, Corail, Cornel-Noël, Corvelle, Covette, Derma, Duchemin, Dupont, Durocher, Féquière, Fond-Sable, Fontaine, Gordey, Gros Charles, Gros-Mapou, Guillaume, Latie-du-Seau, Mainville, Mislet, Montasse, Nicolas, Pages, Pépin, Pierre-Louis, Pont Mme. Louis-Gapi, Pourrier und Sivol sowie
3. Des Bayes mit Balandrin, Bosiaux, Boucan-Kola, Bourgougnon, Brouillard, Ca Ibe, Campèche Félix, Débaye, Denizard, Deux Lagon, Domond, Domonique, Dos Pilon, Dufally, Eau Gaillée, Edouard, Fond-d'Enfer, Glorié, Grande-Savane, Gros-Morne, Gumérin, Haut-Baille, Jasmin, Lacheteaux, Le Franc, Mahotière, Manoir, Mont-Bayard, Moreau, Nan Mango, Nan Melton, Orange-Sure, Parc-Cabrit, Péligre, Piton, Rodeau, Saint-Martin, Salmaitre, Savane-la-Garde, Soubier, Ti Toussaint, Ti Jeudi und Viette.

Die Route Nationale RN-3 verbindet Boucan-Carré mit Mirebalais (20 Kilometer) im Süden und mit Hinche im Norden (57 Kilometer).
An der Mündung des Rivière Boucan-Carré in den See Lac de Péligre entstand in den 1950er Jahren der Péligre Staudamm, der der größte seiner Art in Haiti ist. Das von Electricité d’Haiti (EDH) betriebene, angeschlossene Wasserkraftwerk wurde im Jahr 1971 in Betrieb genommen und erzeugt 30 Prozent des Haiti zur Verfügung stehenden elektrischen Stroms. Ende der 2000er Jahre wurde das Kraftwerk im Rahmen eines Projekts der Interamerikanische Entwicklungsbank (IDB) unter Beteiligung deutscher Firmen rehabilitiert.
Mit einem fünfjährigen Programm übernahm, beginnend im Jahr 2012, die amerikanische Entwicklungsorganisation USAID die Sanierung und den Ausbau der öffentlichen Schulen der Gemeinde. Diese verfügten bis dahin nicht über eine nachhaltige Wasserversorgung oder ein Entsorgungssystem im Sanitärbereich.
Eine amerikanische Hilfsorganisation errichtete, finanziert von der Clinton Foundation, ein Gesundheitszentrum für Frauen in der Gemeinde.